# Ítala Fulvia Villa
Ítala Fulvia Villa (Buenos Aires, 20 de enero de 1913 - Buenos Aires, 1991) fue una arquitecta argentina, correspondiente al movimiento de Arquitectura Moderna. Es conocida por ser miembro del Grupo Austral, trabajó como arquitecta independiente, como funcionaria pública en el plan urbanístico de Buenos Aires, y como Consejera del Plan Regulador en 1960. Su primera obra conocida fue el proyecto con Horacio Nazar para la urbanización de los bañados de Flores, que obtuvo el primer premio del Salón Nacional de Arquitectura en 1945.

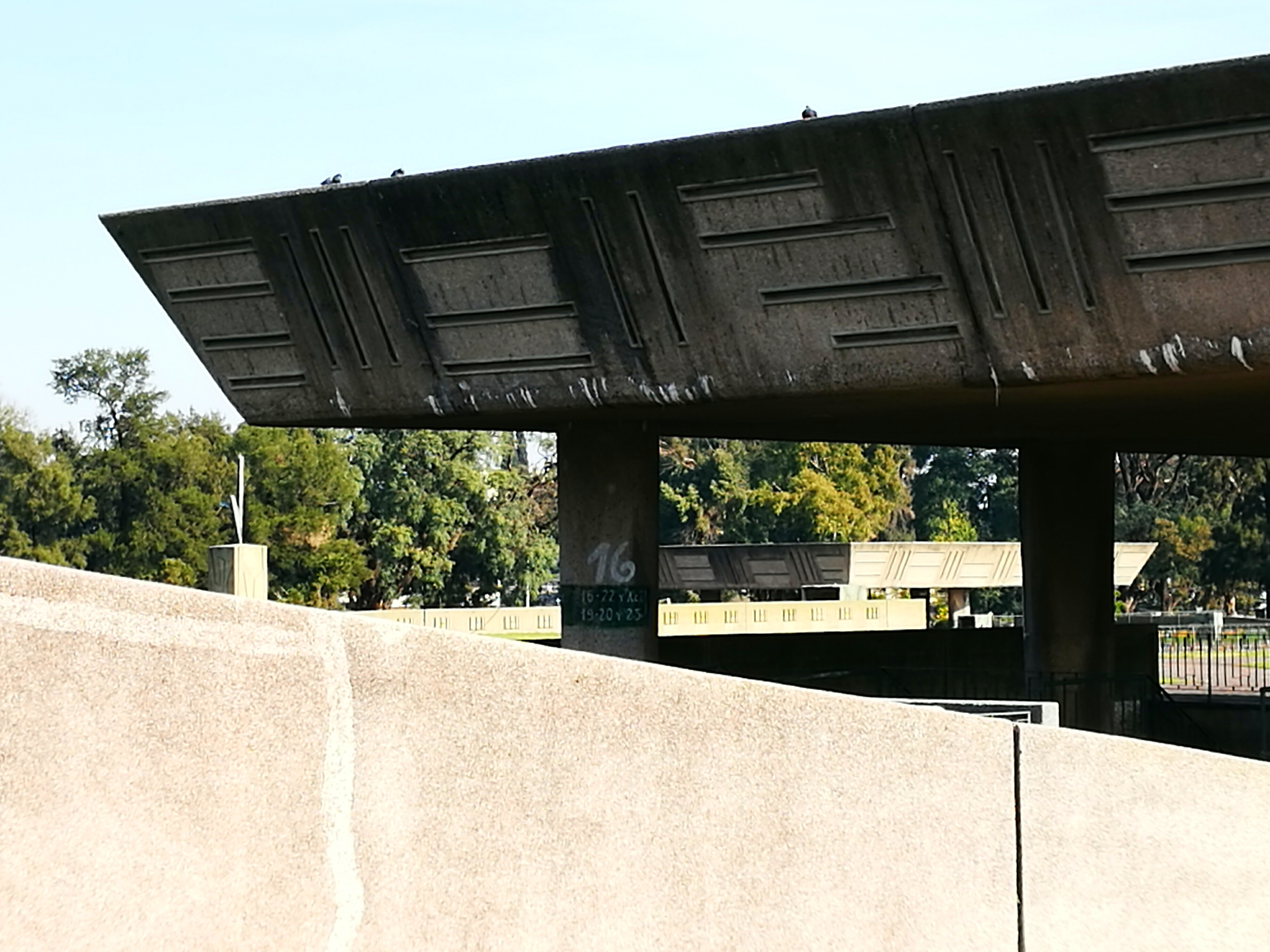
Itala Fulvia Villa, Panteones subterráneos en Cementerio de La Chacarita

## Trayectoria

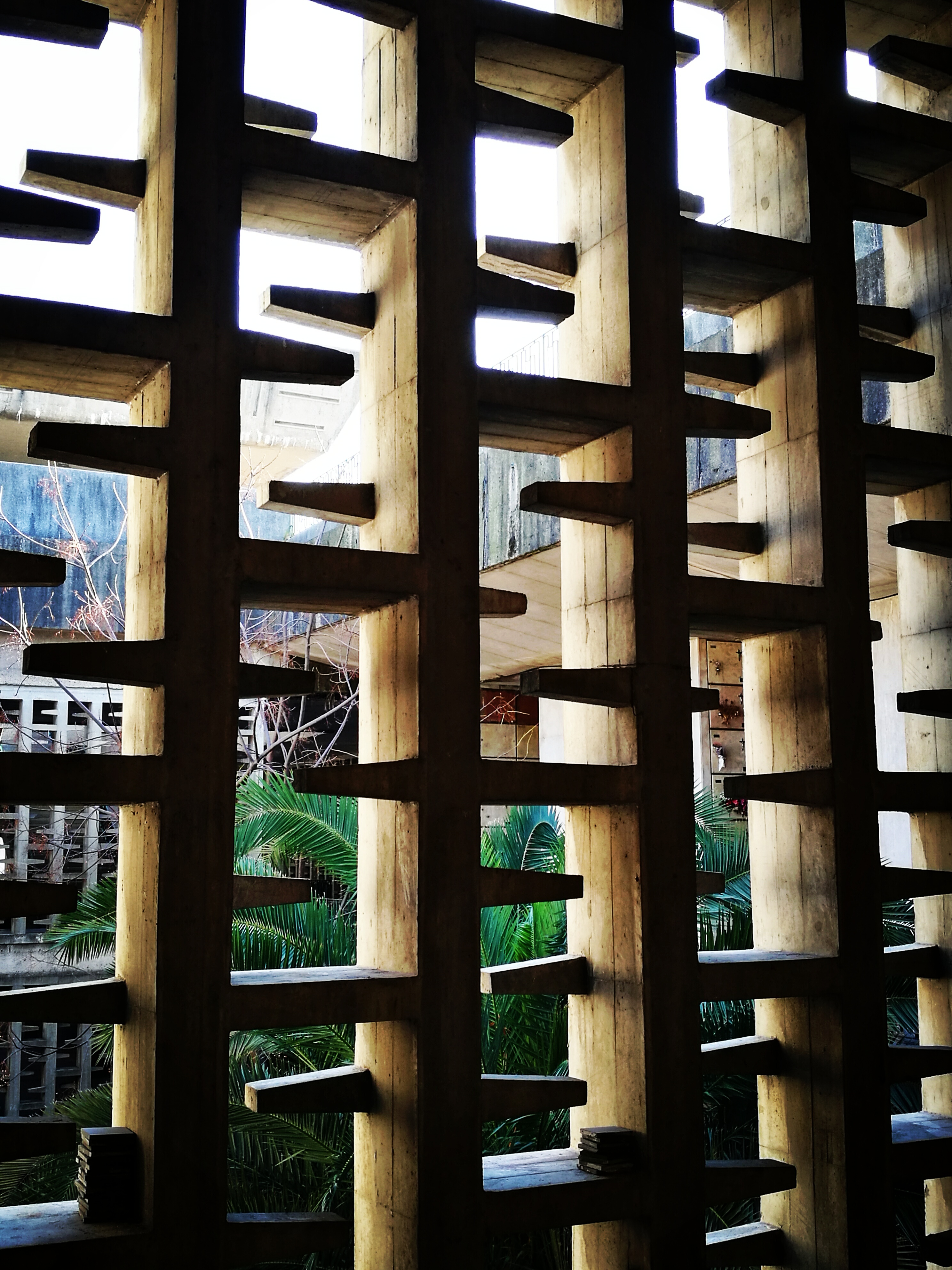
Itala Fulvia Villa, Panteones subterráneos en Cementerio de La Chacarita

Se graduó el 1 de agosto de 1935 en la Escuela de Arquitectura de la Universidad de Buenos Aires, perteneciente por aquel entonces a la Facultad de Ciencias Exactas, Físicas y Naturales. Después de graduarse, participó en un viaje de estudio por Europa en compañía de sus compañeros de curso, entre los que se contaban Jorge Ferrari Hardoy y Juan Kurchan. Mientras estos arquitectos se quedaron en París, trabajando en el estudio de Le Corbusier, Villa regresó con el resto del grupo a Buenos Aires. Desde allí, se mantuvo en correspondencia con ellos y contribuyó con información y documentación fotográfica para el proyecto. Al regreso de estos arquitectos de París, formó parte del Grupo Austral, liderado por ellos y por el español Antonio Bonet Castellana. Junto a otra arquitecta de la misma promoción, Violeta Lorraine Pouchkine, diseñó y construyó una vivienda colectiva en la calle Arcos (1943). Con Horacio Nazar, diseñó el proyecto "Urbanización del Bajo de Flores" que obtuvo el primer premio del Salón de Arquitectura en 1945. Según Graciela Silvestri: "La propuesta integra ambas orillas del Riachuelo y articula la intervención con las construcciones del aeropuerto de Ezeiza, además de definir muy diversas funciones en áreas cuidadosamente zonificadas. Los arquitectos consideran un desarrollo moderado de la industria en ambas márgenes del río, servida por el tráfico de cabotaje que la canalización, todavía en marcha, permitiría." La diagramación del proyecto estuvo a cargo de la fotógrafa Grete Stern.

## Obra
- 1943, Vivienda Colectiva en la calle Arcos con Violeta Lorraine Pouchkine.
- 1945, Urbanización del Bajo de Flores con Horacio Nazar.
- 1958, Panteones en los Cementerios de Chacarita y Flores. Colaboradores: Lelia Cornell, Raquel S. de Díaz, Günter Ernst, Carlos Gabutti, Ludovico Koppman y Clorindo Testa.[2]